# Menselijk oog

1:achterste oogkamer 2: ora serrata 3: musculus ciliaris 4: zonula ciliaris 5: kanaal van Schlemm 6: pupil 7: voorste oogkamer 8: hoornvlies 9: iris 10: lenskapsel 11: lenskern 12: processus ciliares 13: conjunctiva 14: m. obliquus inferior 15: musculus rectus inferior 16: musculus rectus medialis 17: netvliesaders en -slagaders 18: blinde vlek 19: hard hersenvlies 20: arteria centralis retinae 21: vena centralis retinae 22: nervus opticus 23: venae vorticosae 24: oogkapsel 25: gele vlek 26: fovea centralis 27: sclera 28: vaatvlies 29: m. obliquus superior 30: netvlies

Het menselijk oog is een waarnemingsorgaan dat gebruikmaakt van licht om een beeld door te geven naar de hersenen.

## Anatomie
Het oog bestaat uit het eigenlijke oog, de oogbol, en de omliggende structuren.(oogspieren, oogleden, traanklieren, traanbuisjes, traanpunten). De oogbol bestaat (van voor naar achteren) uit een tamelijk harde witte schil, de sclera of harde oogrok. Hierin is een helder gedeelte opgenomen, de cornea (het hoornvlies). De cornea is aan de buitenkant met cornea-epitheel  en de sclera met het bindvlies of conjunctiva dat ook overgaat in de bekleding van de binnenkant van de oogleden - hierdoor kan een contactlens niet achter het oog terechtkomen. Achter de cornea bevindt zich de iris (het regenboogvlies) die de scheiding vormt tussen de voorste en de achterste oogkamer, die met dun waterig vocht zijn gevuld. De iris kan verschillende kleuren hebben: blauw, bruin, rood, grijs of groen. Achter de iris is de lens opgehangen. Achter de lens bevindt zich een gelei-achtig lichaam, het corpus vitreum, het glasvocht of glasachtig lichaam. Achter het glasvocht ligt de retina of het netvlies.
Het oog heeft een gemiddelde doorsnee van ongeveer 2,5 cm en weegt gemiddeld 7,5 gram. De oogrok van een oog heeft een gemiddeld oppervlak van 17 vierkante cm.
In tegenstelling tot de ogen van andere primaten is bij de mens ook het oogwit (harde oogrok) zichtbaar. Hierdoor is bij een mens gemakkelijk waar te nemen in welke richting hij kijkt. Als mensen elkaar in hun ogen aankijken spreken we van oogcontact, een vorm van lichaamstaal.

## Adnexen
Er zijn zes oogspieren die het oog naar links, rechts, omhoog en omlaag kunnen draaien, en ook in twee richtingen min of meer om de optische as kunnen roteren.
De oogleden zijn aan de buitenkant bekleed met huid, aan de binnenkant met bindvlies; in het bovenooglid bevindt zich een beschermend stukje stevige bindweefselplaat, de tarsale plaat. Op de ooglidrand bevinden zich wimpers en kleine talgkliertjes; in de conjuctiva zijn ook traanklieren aanwezig.
In de binnenooghoek bevindt zich op boven- en onderooglid het traanpunt dat overtollig vocht afvoert naar de neusbinnenzijde via de traanbuisjes.

## Oogbol
- hoornvlies (cornea)
- oogwit (sclera, harde oogrok)
- bindvlies
- voorste oogkamer
- iris (regenboogvlies)
- uvea
- pupil
- achterste oogkamer (camera oculi posterior)
- ooglens (lens cristallina)
- lenskapsel (capsula lentis)
- glasvocht (glasachtig lichaam)
- vaatvlies (choroidea)
- netvlies (retina)
- gele vlek (macula lutea)
- oogzenuw
- blinde vlek (papil)

## Omliggende organen
- oogleden
- oogspieren
- traanklieren
- oogkassen (orbitae)

## Waarnemen van beelden
De cornea, waarvan het bolronde oppervlak het voornaamste lichtbrekende element van het oog is, projecteert samen met de ooglens waarvan de verstelbare brekende functie voor de scherpstelling wordt gebruikt, een scherp, ondersteboven staand beeld op het netvlies. De lichtsterkte ervan wordt, net als bij een camera, geregeld door een diafragma. Bij de mens heeft het regenboogvlies de functie van diafragma. Kringspiertjes trekken dit afhankelijk van de lichtsterkte in meer of mindere mate dicht.
Op het netvlies bevinden zich lichtgevoelige zenuwcellen, die een signaal naar de hersenen afgeven dat afhankelijk is van de hoeveelheid licht op de plaats van de cel op het netvlies. Alle prikkels tezamen worden door de oogzenuw naar de hersenen getransporteerd, die er een beeld van maken.
Het signaal van het linker gezichtsveld van beide ogen gaat via het chiasma opticum naar de rechter occipitale hersenkwab, informatie van het rechter gezichtsveld gaat naar de linker hersenkwab. Beschadiging van het chiasma opticum kan leiden tot het uitvallen van de linkergezichtshelft van het linkeroog en de rechtergezichtshelft van het rechteroog. Aldus verkrijgt men het 'oogflap-effect': zoals waar een paard - om niet te schrikken van de bewegingen opzij - een lederen 'lasbril' opgezet krijgt waardoor enkel recht vooruit gekeken kan worden.
Het aantal cellen per oppervlakte-eenheid is niet overal op ons netvlies gelijk: in het midden bevinden zich per vierkante mm meer cellen dan aan de rand van ons netvlies. De plaats waar de concentratie cellen het grootst is, heet de gele vlek. Daar waar de oogzenuw zich bevindt, is geen plaats voor staafjes en kegeltjes. Die plaats heet de blinde vlek.
Het blikveld per oog is groter dan het gezichtsveld door het bewegen van het oog in de oogkas. Het totale blikveld is een combinatie van dat per oog. Wat men op een bepaalde plaats kan zien wordt verder vergroot door het draaien van het hoofd ten opzichte van het lichaam en door het draaien van het lichaam.

## Waarnemen van kleuren
Niet alle zintuigcellen in ons netvlies zijn eender. Bepaalde zintuigcellen, naar hun vorm staafjes genoemd, zijn gevoelig voor alle kleuren zichtbaar licht. Andere zintuigcellen, naar hun vorm kegeltjes genoemd, zijn kleurselectief. We hebben drie soorten kegeltjes, die gevoelig zijn voor respectievelijk rood, groen en blauw. Ook ultraviolet kan met de kegeltjes worden waargenomen, maar de ooglens laat deze straling niet door, waardoor het netvlies beschermd is tegen deze schadelijke straling.
De combinatie van die drie kleuren stelt de mens in staat kleuren te onderscheiden. Doordat de curven van kleurgevoeligheid niet steil zijn, maar langzaam verlopen wordt een kleur tussen rood en groen waargenomen met zowel de cellen die gevoelig zijn voor rood licht als de cellen die gevoelig zijn voor groen licht. Uit deze combinatie maken de hersenen op dat het om een kleur gaat die tussen rood en groen in ligt. Afhankelijk van de afstand tot rood resp. groen wordt de kleur als oranje of geel waargenomen.

## Waarnemen van diepte
In principe kunnen wij met één oog de wereld om ons heen waarnemen. Onze hersenen geven meestal door ervaring de juiste interpretatie voor afstanden (diepte). Voor een echte dieptewaarneming zijn echter twee ogen onontbeerlijk. De meeste mensen zien met twee ogen, waardoor zij in staat zijn tegelijkertijd twee iets verschoven beelden waar te nemen. Door deze zogenaamde parallax kunnen we de afstand tot datgene wat wij zien inschatten: hoe verder iets van ons af staat, des te dichter bij elkaar zal het beeld daarvan op het netvlies van beide ogen worden geprojecteerd. Dit vermogen speelt voornamelijk een rol bij het zien van diepte op korte afstanden. Het is voor mensen die een oog hebben verloren daarom moeilijk om op korte afstand diepte te schatten. Door het bewegen van het hoofd kan een indruk worden gekregen.

## Biologische klok
Naast de twee bekende receptoren, de retinale ganglioncellen (staafjes en kegeltjes), is sinds 2002 bekend dat er een derde niet-visuele receptor is, genaamd de intrinsiek lichtgevoelige retinale ganglioncellen (lichtgevoelige ganglioncellen), die melanopsine bevatten. Zij reageren op de blauwe korte golflengte van circa 460-465 nanometer, die in het daglicht aanwezig is. De ganglioncellen geven signalen af aan de in de centraal in de hersenen gelegen nucleus suprachiasmaticus, ook wel de biologische klok genoemd, die allerlei lichaamsfuncties regelt door de aanmaak en afgifte aan de bloedbanen van diverse hormonen, zoals melatonine of cortisol. De aanwezigheid van daglicht veroorzaakt daardoor biologische effecten van het menselijk lichaam.

## Emoties
Van de menselijke ogen wordt ook wel gezegd dat ze de "spiegel" van de ziel zijn. Emoties op het gezicht zouden het gemakkelijkst zijn af te lezen van de wenkbrauwen en de spieren rondom het oog. De snelheid van knipperen met de oogleden zou tevens informatie geven over iemands emotionele gesteldheid.